# Bathygnathia monodi
Bathygnathia monodi är en kräftdjursart som beskrevs av Philippe Cals 1974. Bathygnathia monodi ingår i släktet Bathygnathia och familjen Gnathiidae. Inga underarter finns listade i Catalogue of Life.